# Jamajská kuchyně

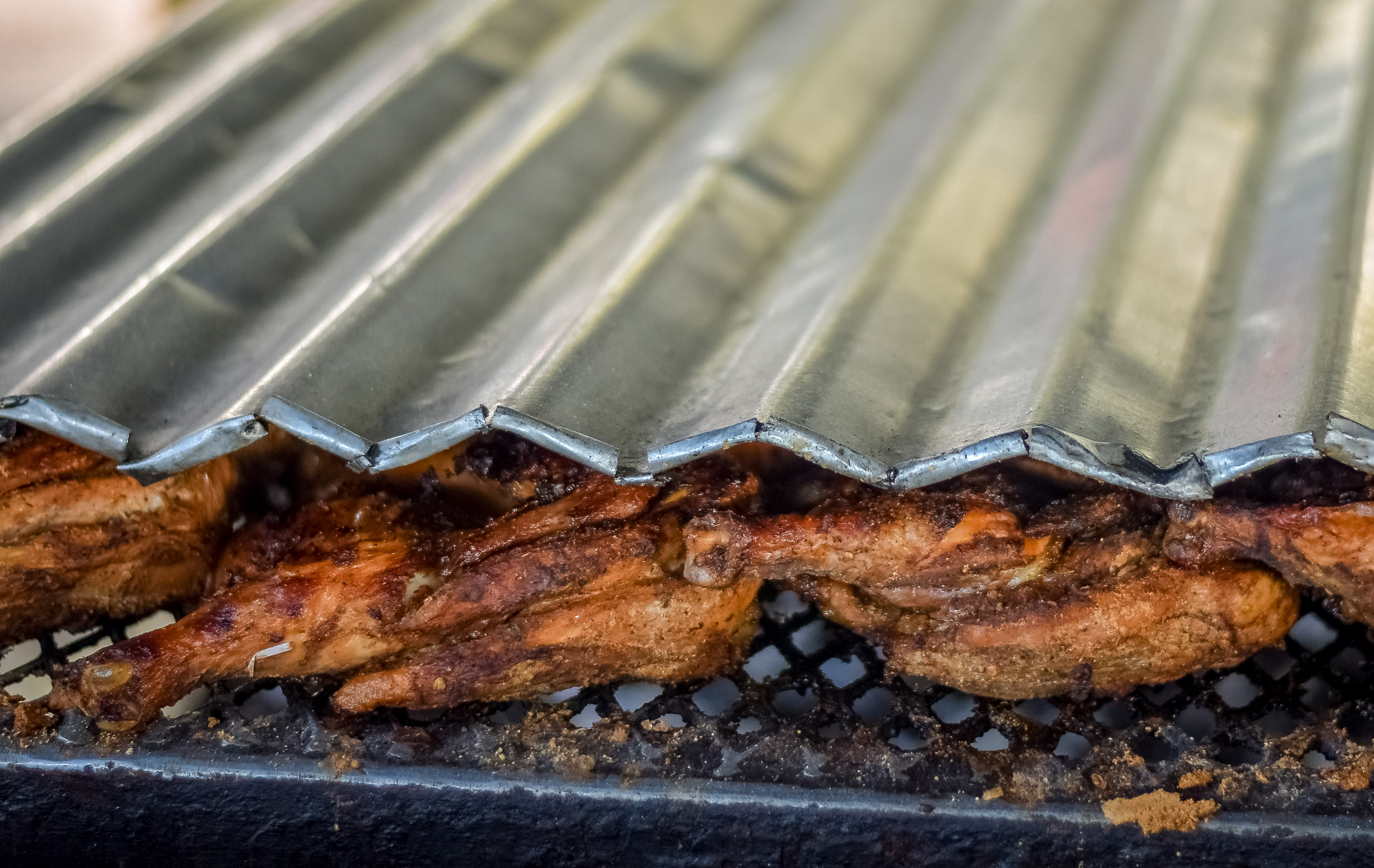
Opákání kuřecího jerku v Montego Bay

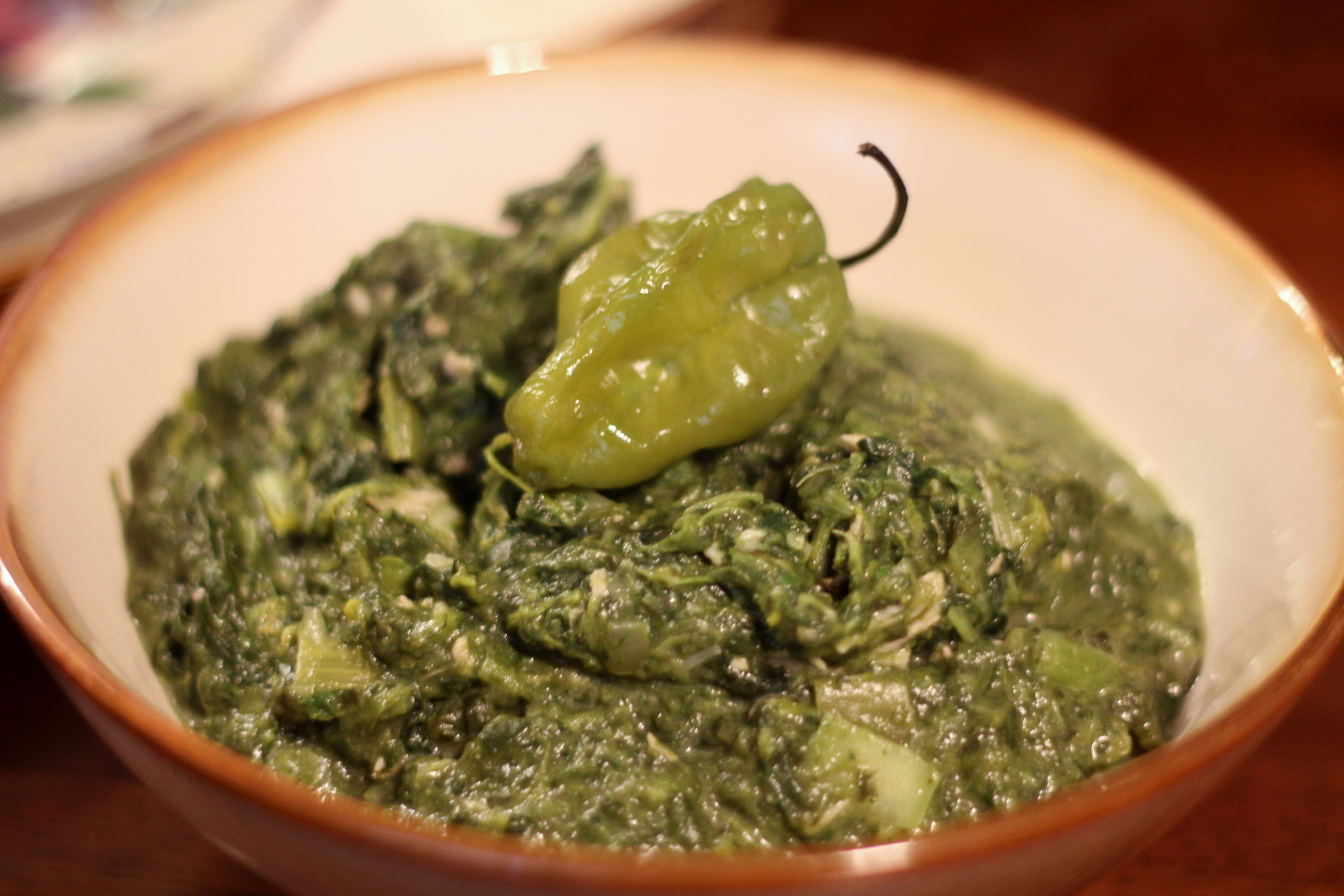
Callaloo

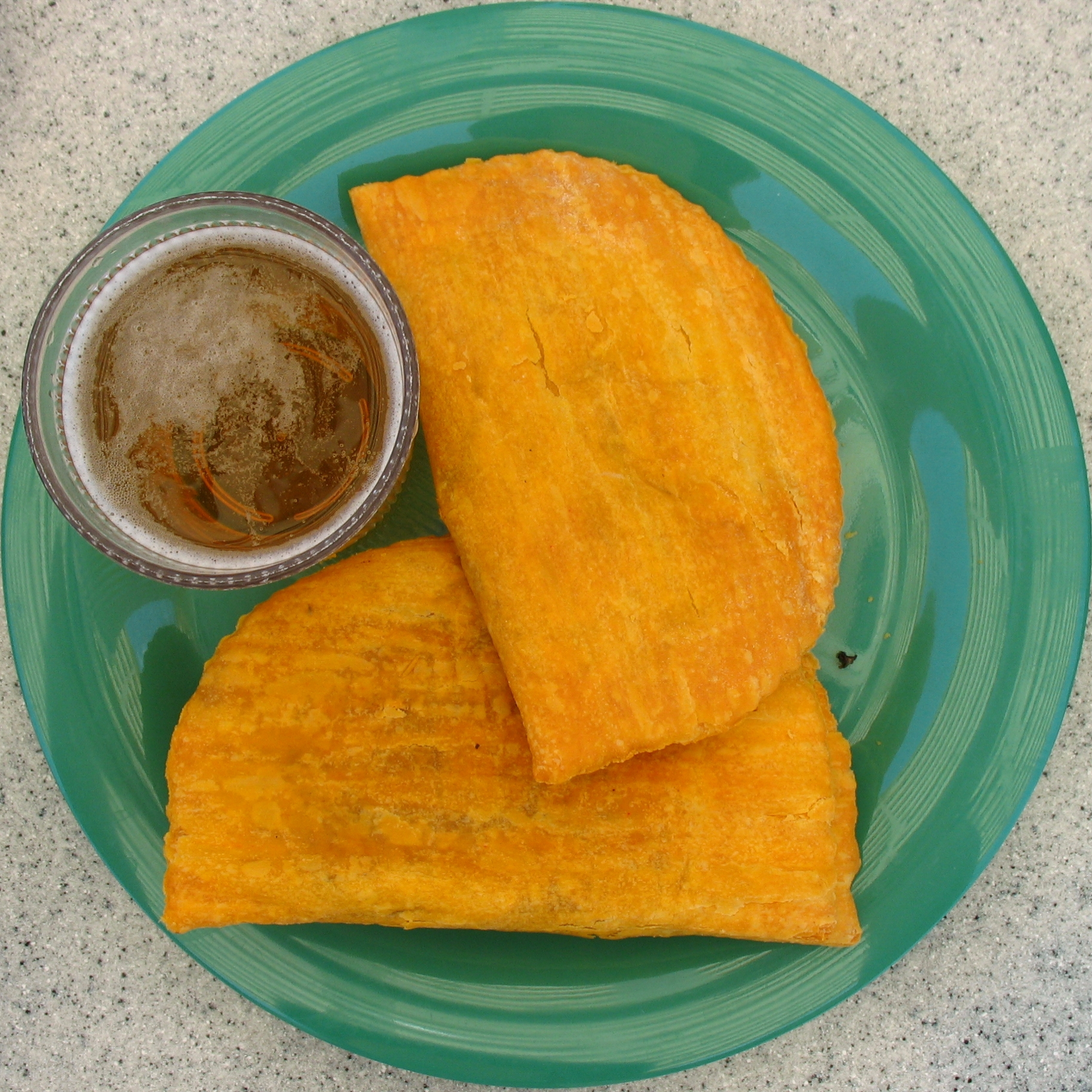
Patties s pivem Red Stripe

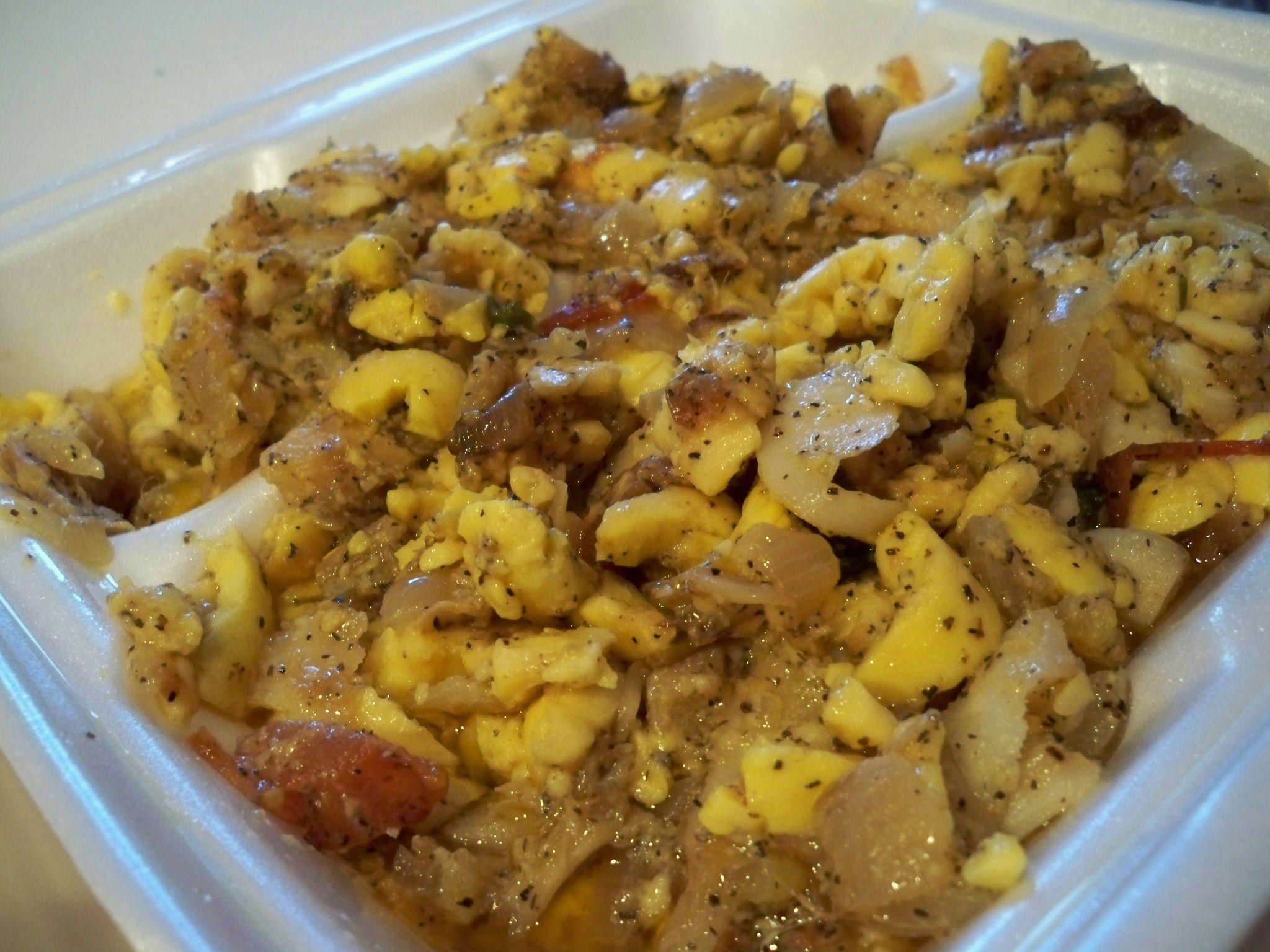
Ackee and saltfish

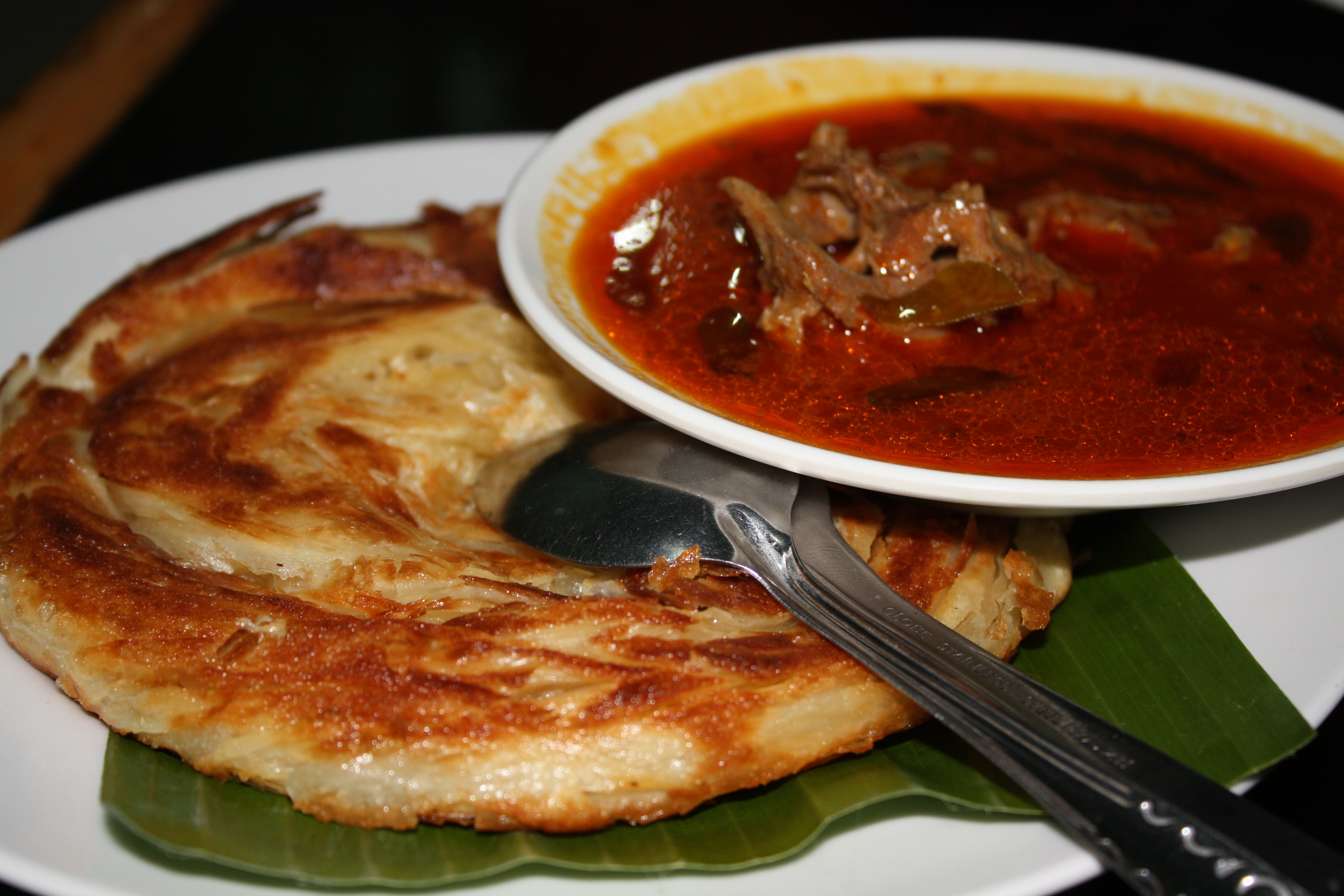
Kari a roti

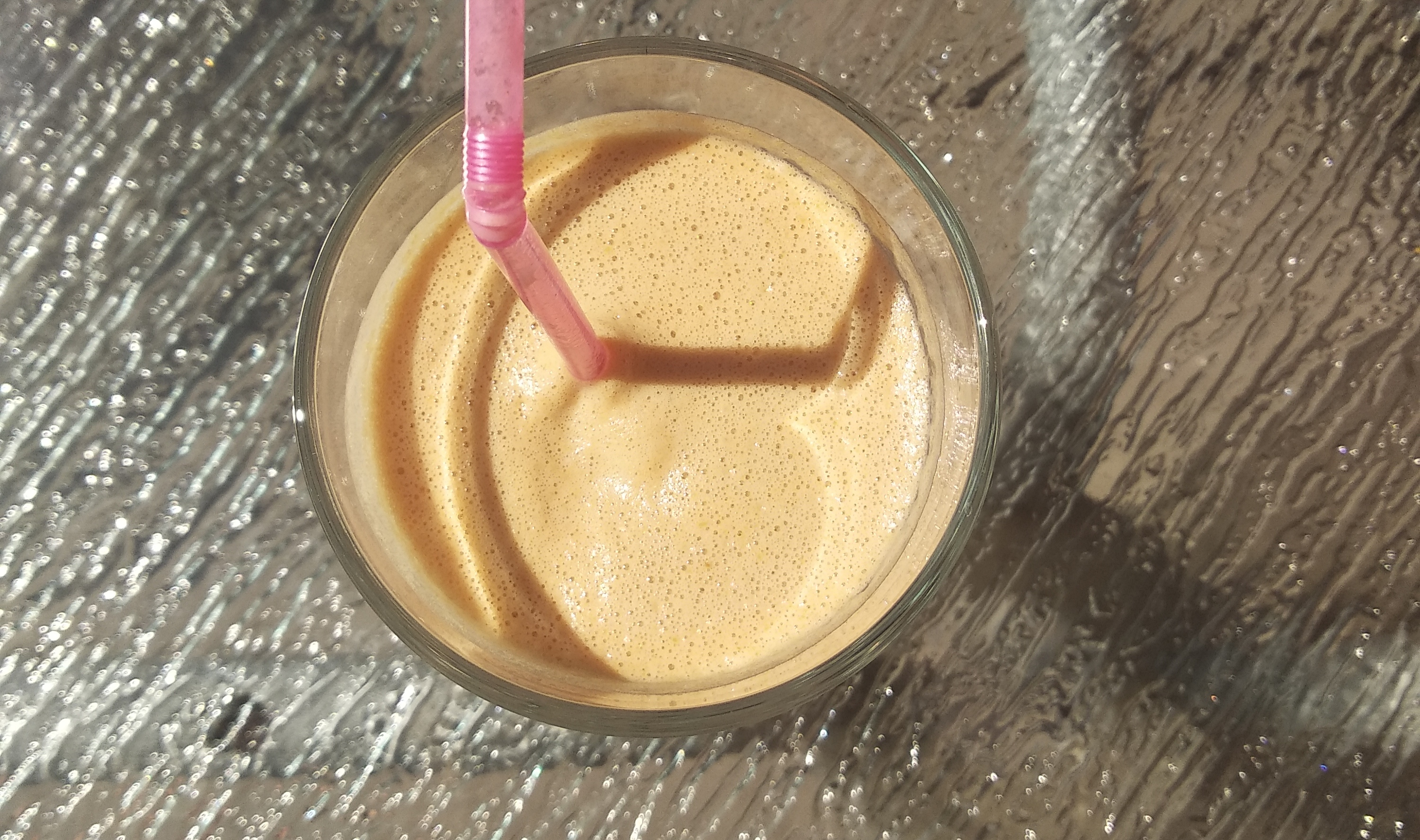
Peanut punch

Jamajská kuchyně (anglicky: Jamaican cuisine) je typickým příkladem afro-karibské kuchyně. Vychází především z africké kuchyně (z Afriky pocházejí pokrmy je callaloo nebo marinovaná masa), byla ale ovlivněna také britskou kuchyní (masové taštičky), indickou kuchyní (placky roti, kari), kuchyní místních Indiánů (bammy) a v menší míře také dalšími kuchyněmi (čínskou, španělskou).
Důležitou roli v jamajské kuchyni hraje maso, drůbež, ryby, mořské plody, zelenina a chilli. Na Jamajce je dostupné mnoho druhů tropického ovoce. Typické jamajské jídlo je velice pikantní.

## Příklady jamajských pokrmů
Příklady jamajských pokrmů:
- Jerk, kusy masa (kuřecího nebo vepřového) marinované v kyselé a velice pikantní marinádě, grilované
- Callaloo, dušená směs, jejímž základem jsou listy taro (kolokázie jedlá). Mezi další používané suroviny patří mj. ryby nebo chilli. Na Jamajce se obvykle podává k snídani.
- Patties, taštičky plněné masem
- Ackee and saltfish, ovoce ackee (poddužák lahodný) podávané se solenou sušenou treskou
- Rýže s fazolemi
- Kari
- Pepperpot, masová polévka ochucená skořicí
- Bammy, maniokový chléb
- Stamp and Go, smažené kousky z tresky
- Rum cake, dezert z rumu a sušeného ovoce
- Gizzada, zákusek plněný sladkou náplní z kokosu

## Příklady jamajských nápojů
Příklady jamajských nápojů:
- Rum
- Káva
- Ting, grepová limonáda
- Peanut punch, nápoj z arašídového másla
- Pivo

## Galerie

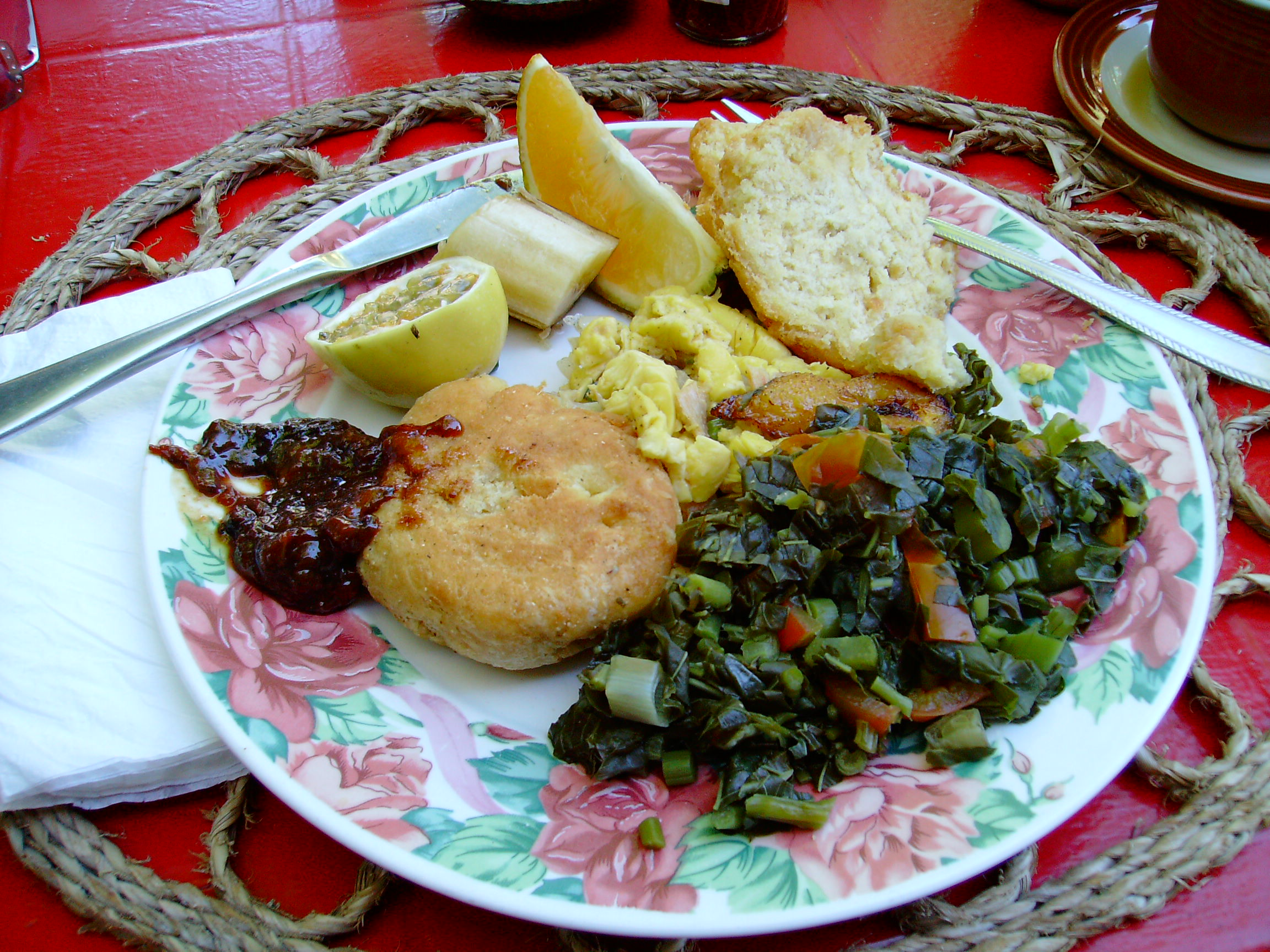
Typická jamajská snídaně
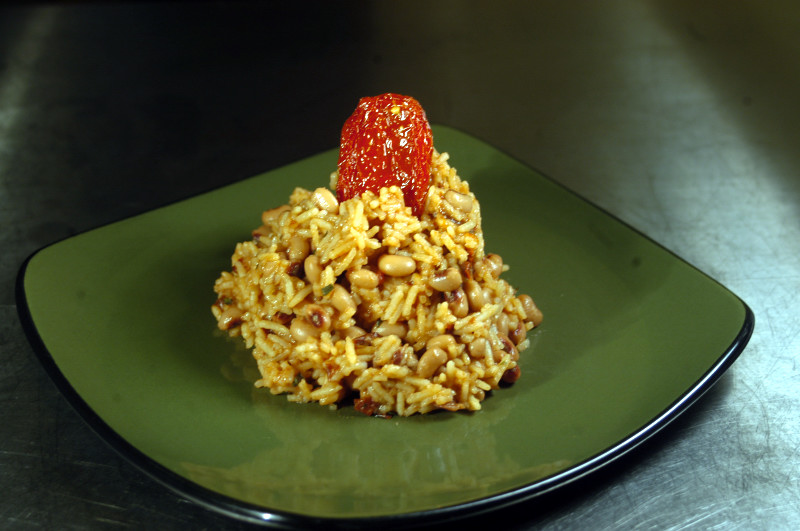
Rýže s fazolemi
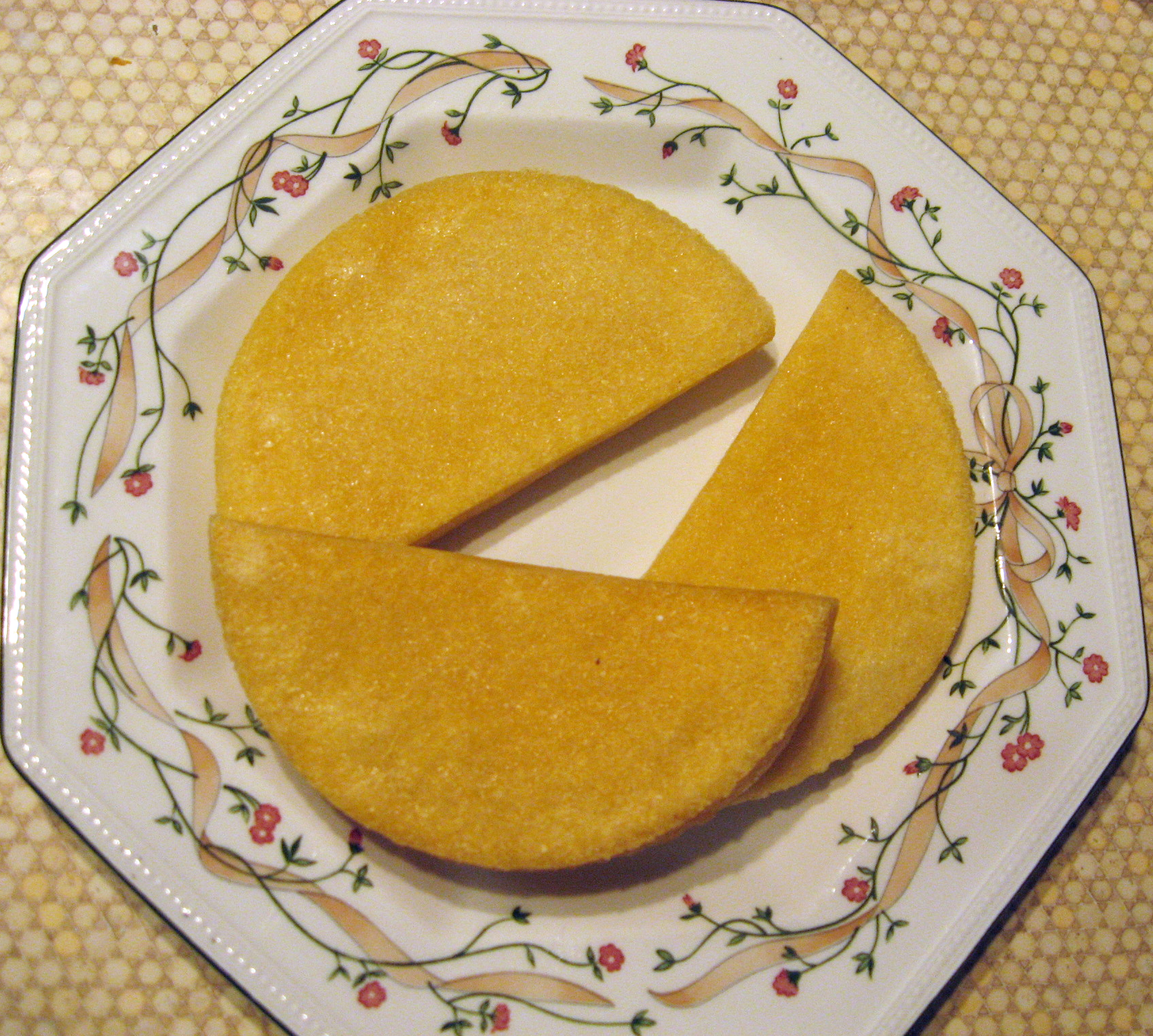
Bammy
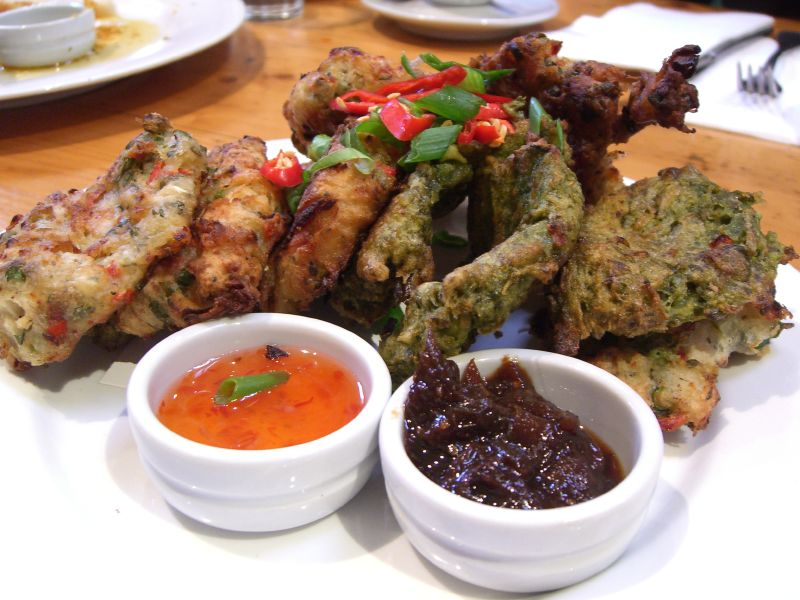
Stamp and go se smaženým callaloo
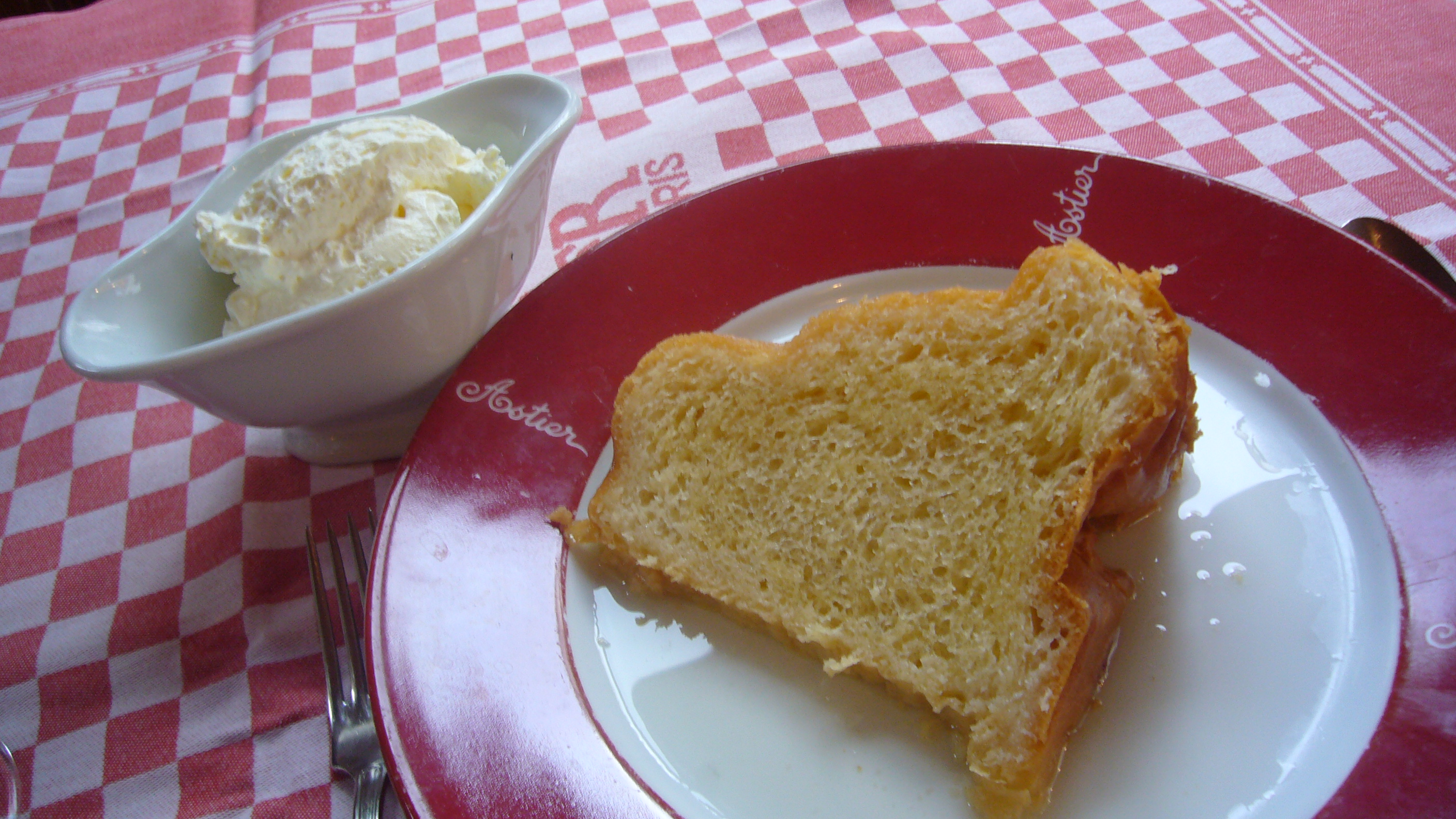
Rum cake
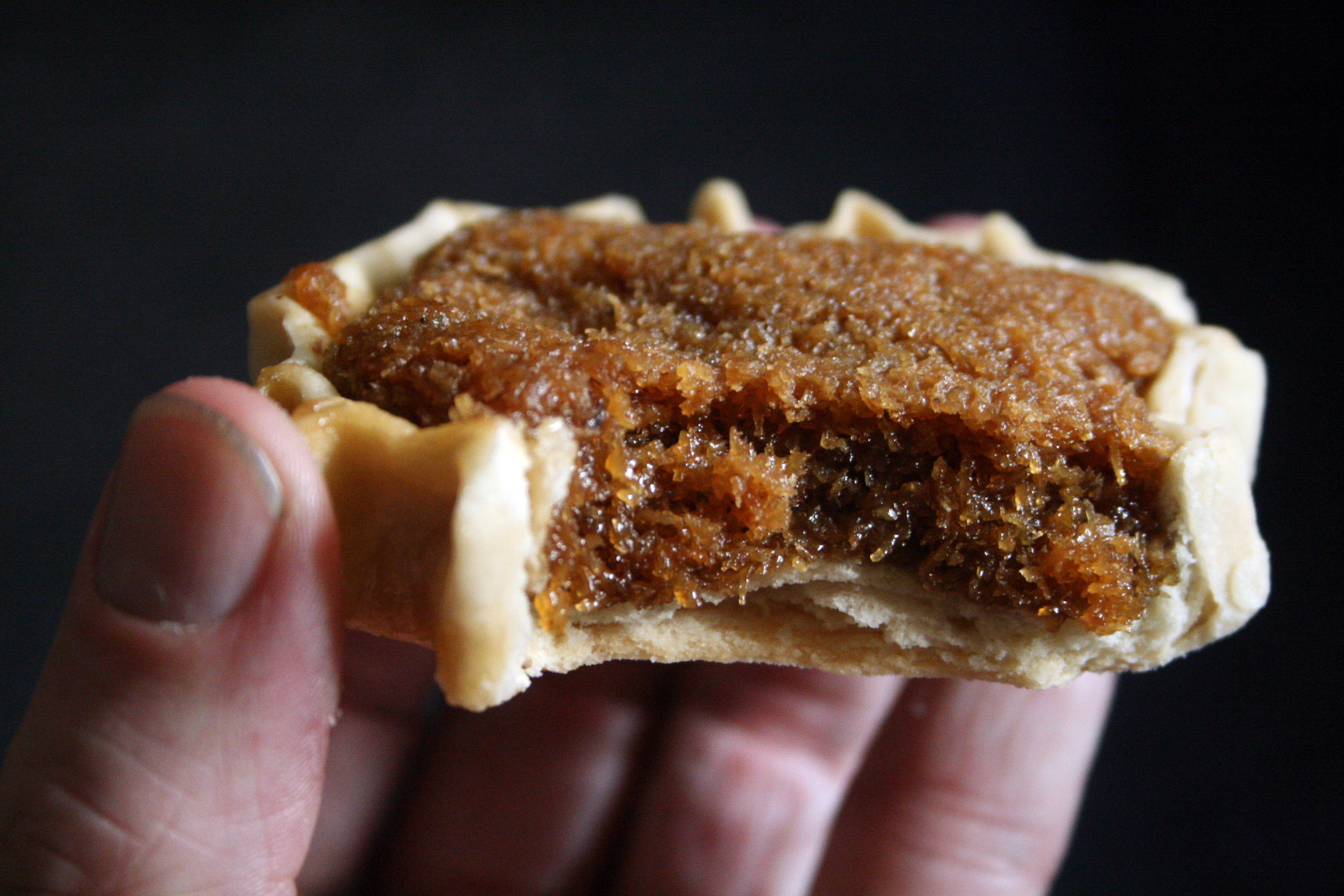
Gizzada
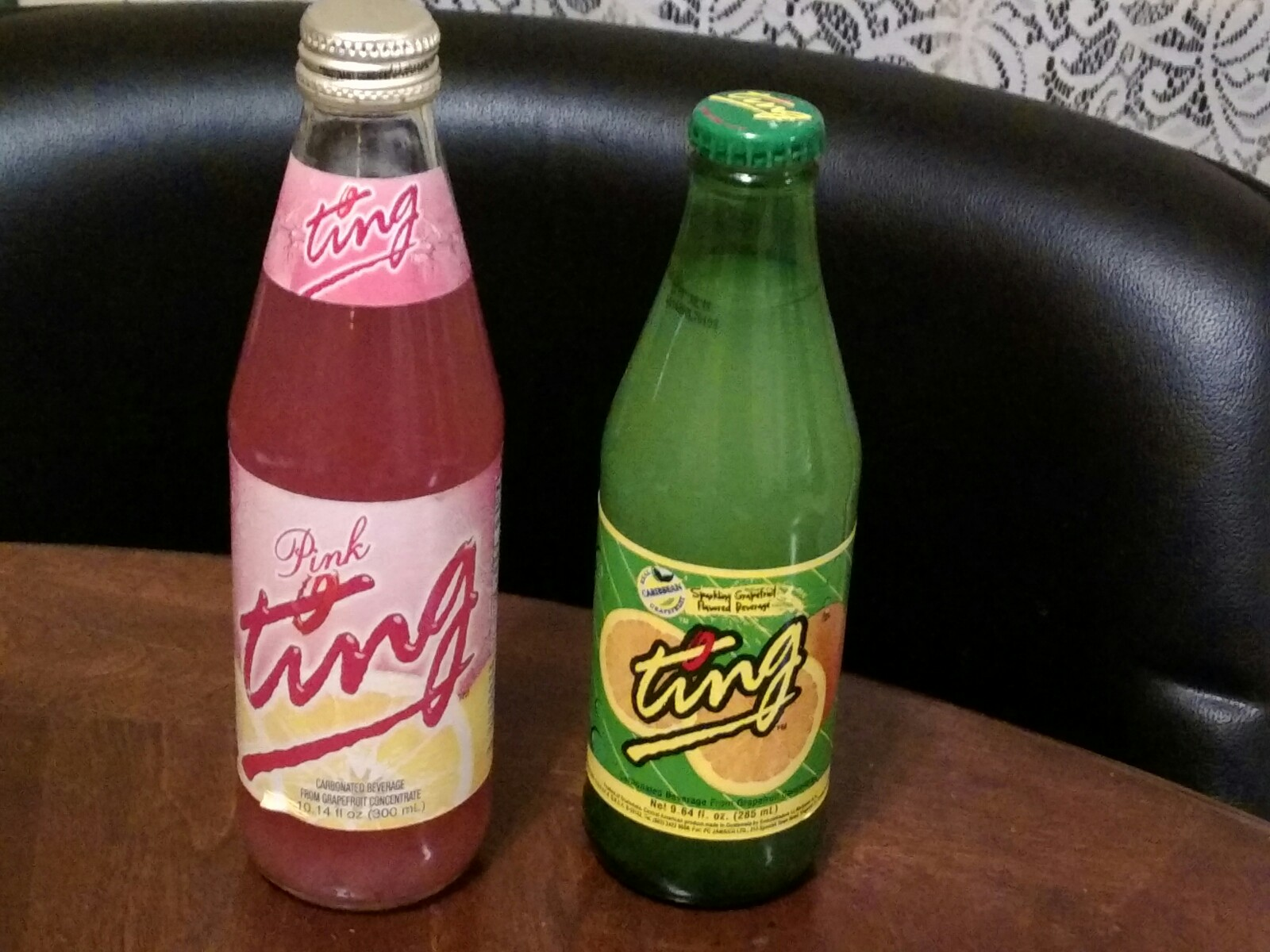
Ting